# Скиту-Матеј (Арђеш)
Скиту-Матеј (рум. Schitu-Matei) насеље је у Румунији у округу Арђеш у општини Чофранђени. Oпштина се налази на надморској висини од 409 m.

## Становништво
Према подацима из 2002. године у насељу је живело 201 становника, од којих су сви румунске националности.